# متروی سندای
متروی سندای (انگلیسی: Sendai Subway) سیستم قطار شهری زیرزمینی در شهر سندای، ژاپن است.
این مترو که در سال ۱۹۸۷ تأسیس شده، دارای ۲ خط، ۳۰ ایستگاه و ۲۸٫۷ کیلومتر طول می‌باشد.
قطارهای شهری سری ۱۰۰۰ در متروی سندای، اولین قطار شهری در جهان بود که برای کنترل سرعت خود از منطق فازی استفاده کرد. این سیستم که توسط هیتاچی تولید شد، شروع حرکت و توقف‌های بسیار نرم و روان‌تری در مقایسه با سایر قطارها دارد و ۱۰٪ صرفه‌جویی در انرژی در مقایسه با اپراتور انسانی دارد. 

## نقشه

نقشه

## نگارخانه

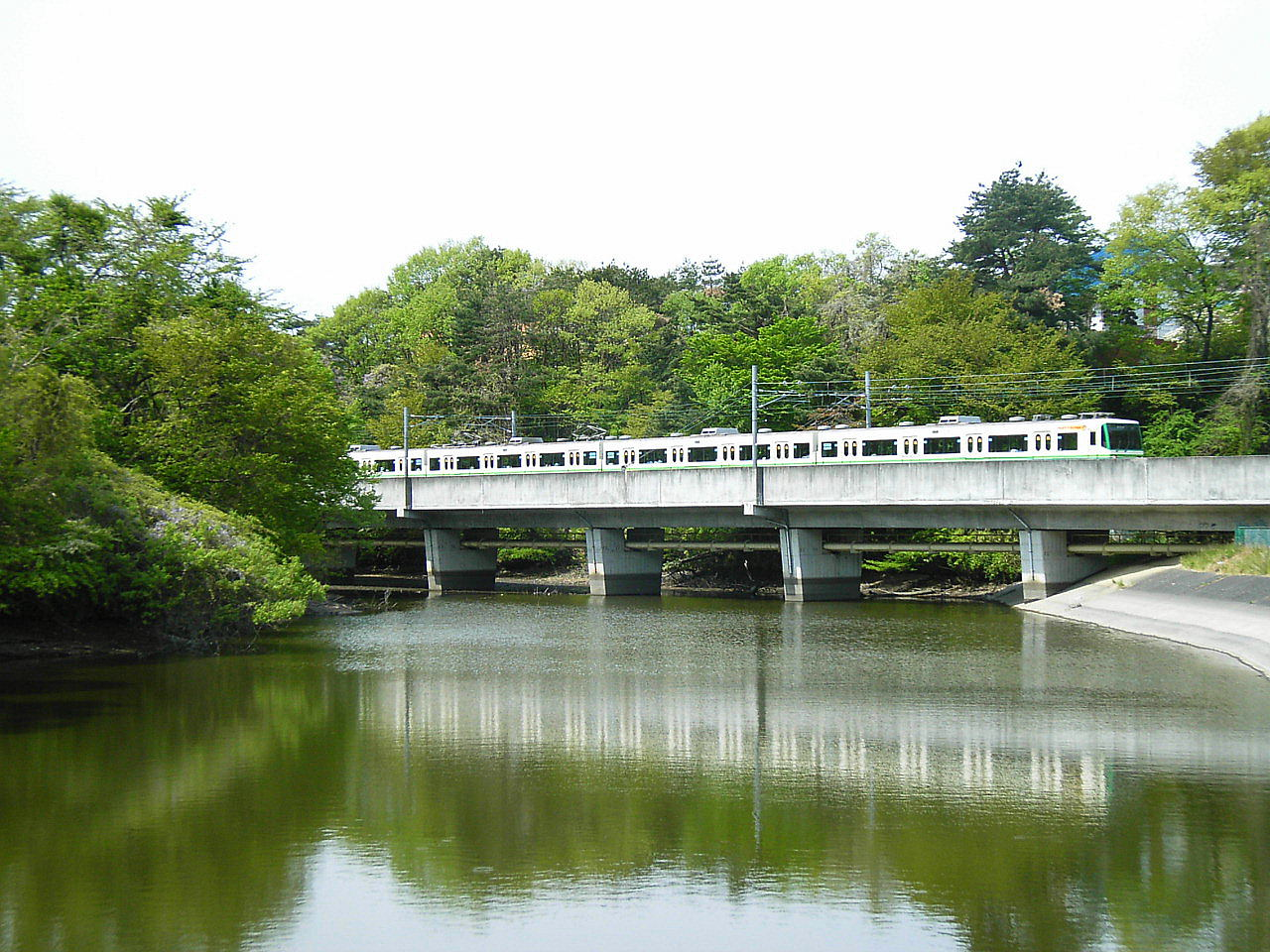
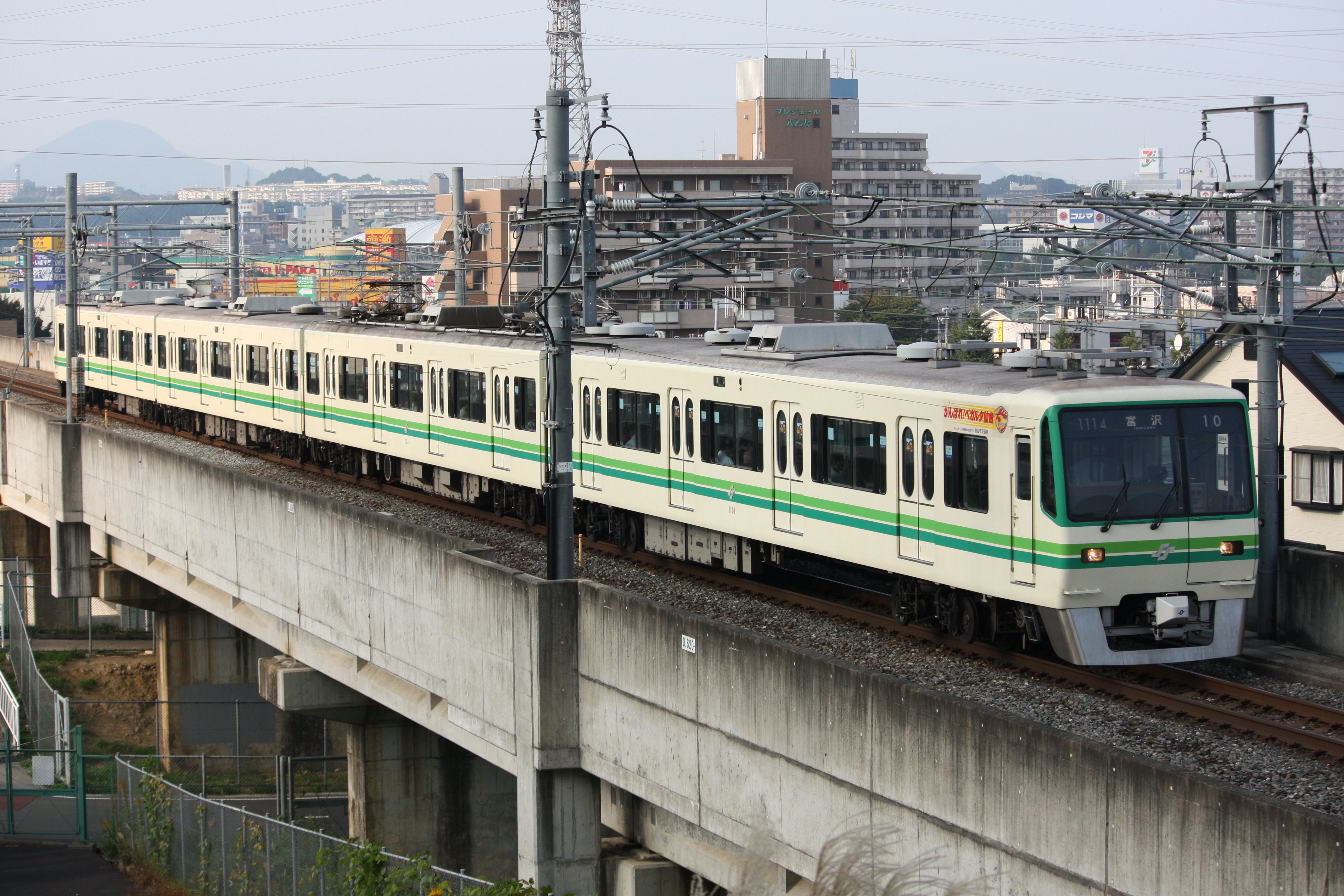
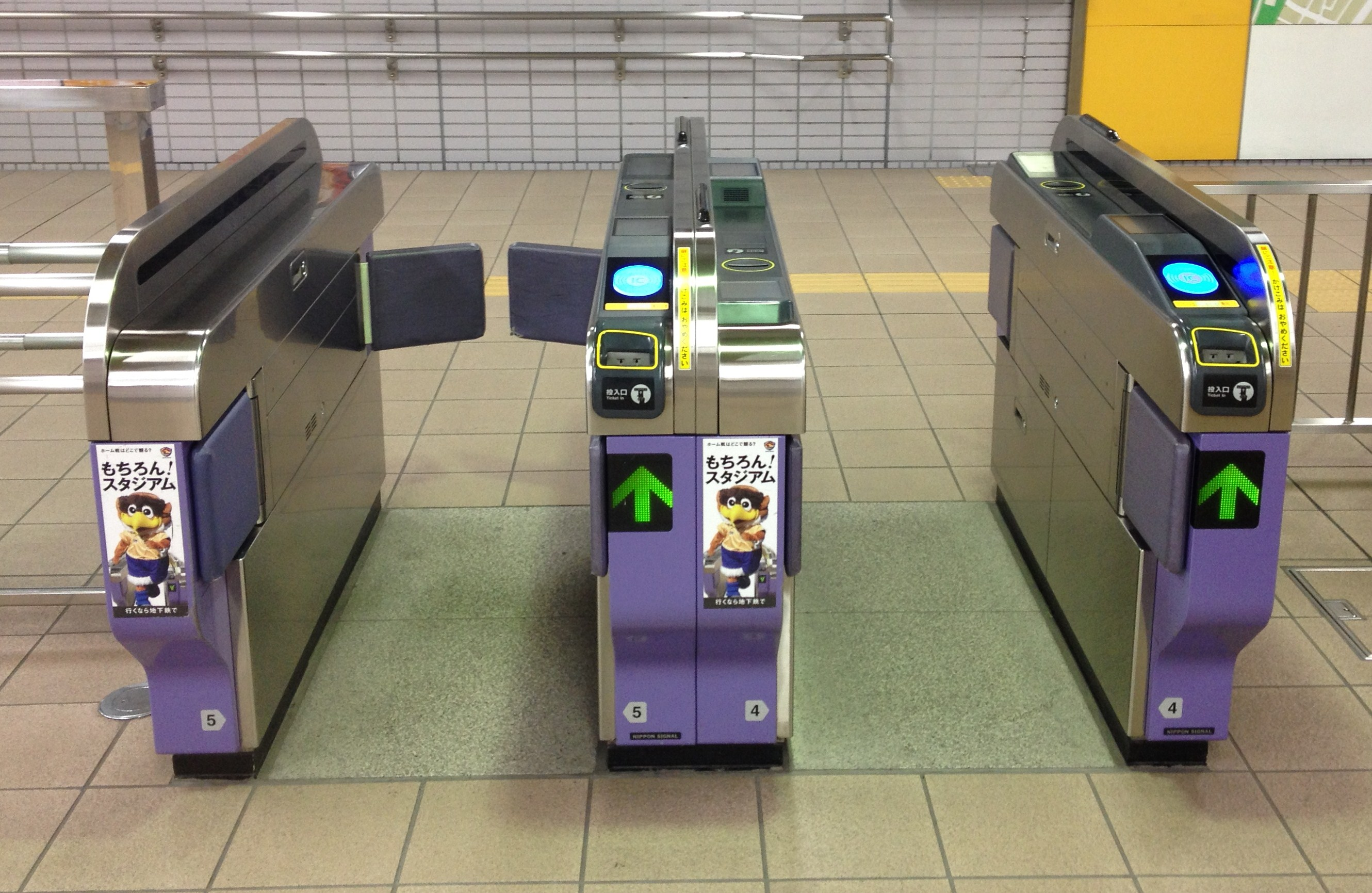
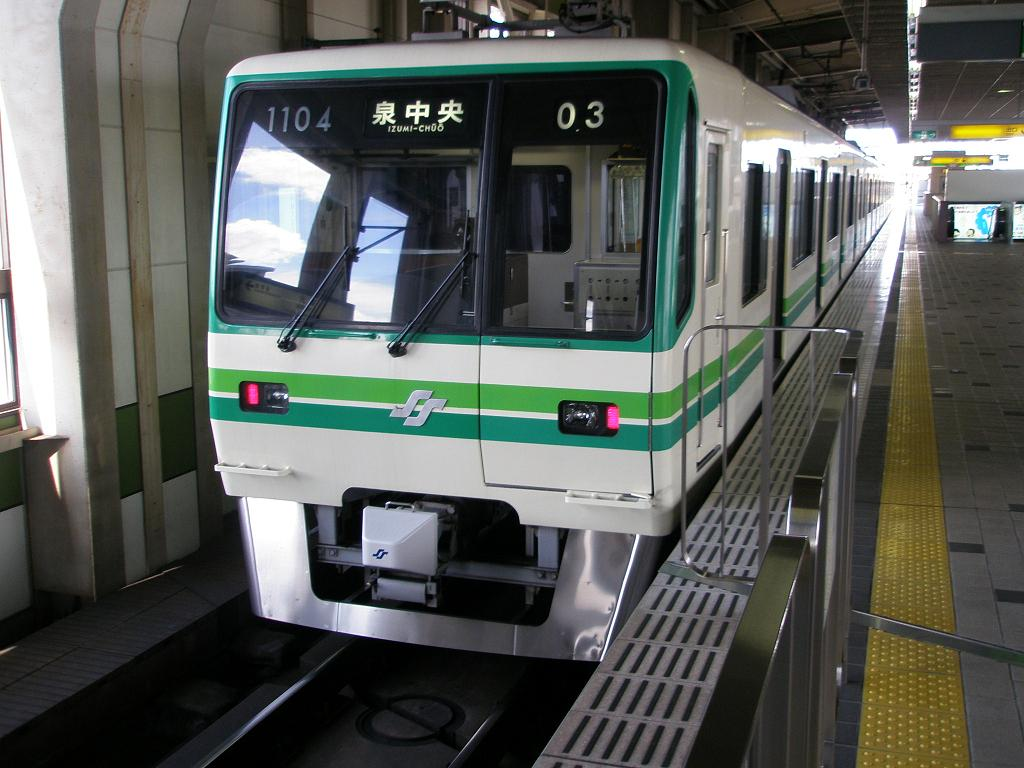
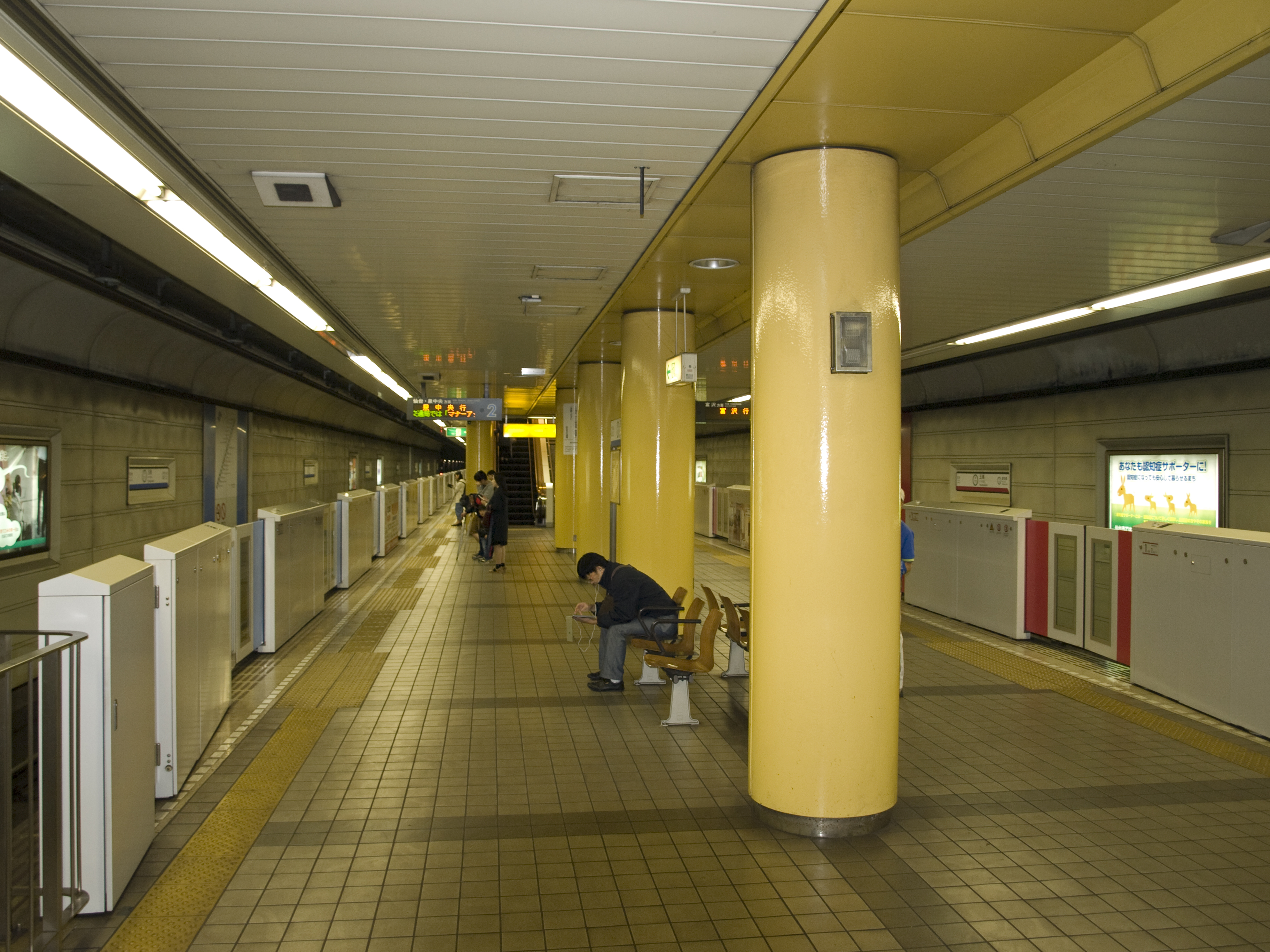
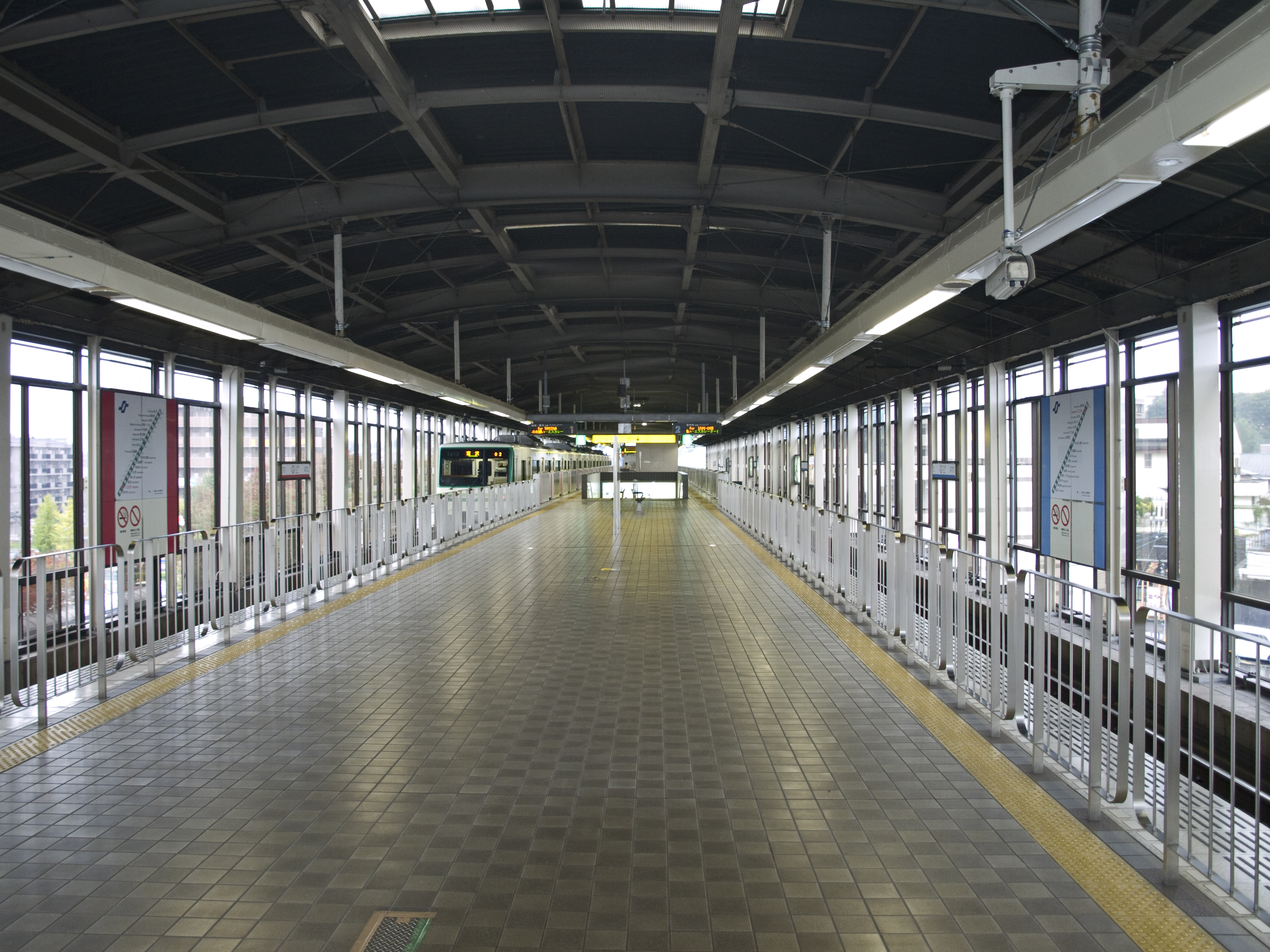
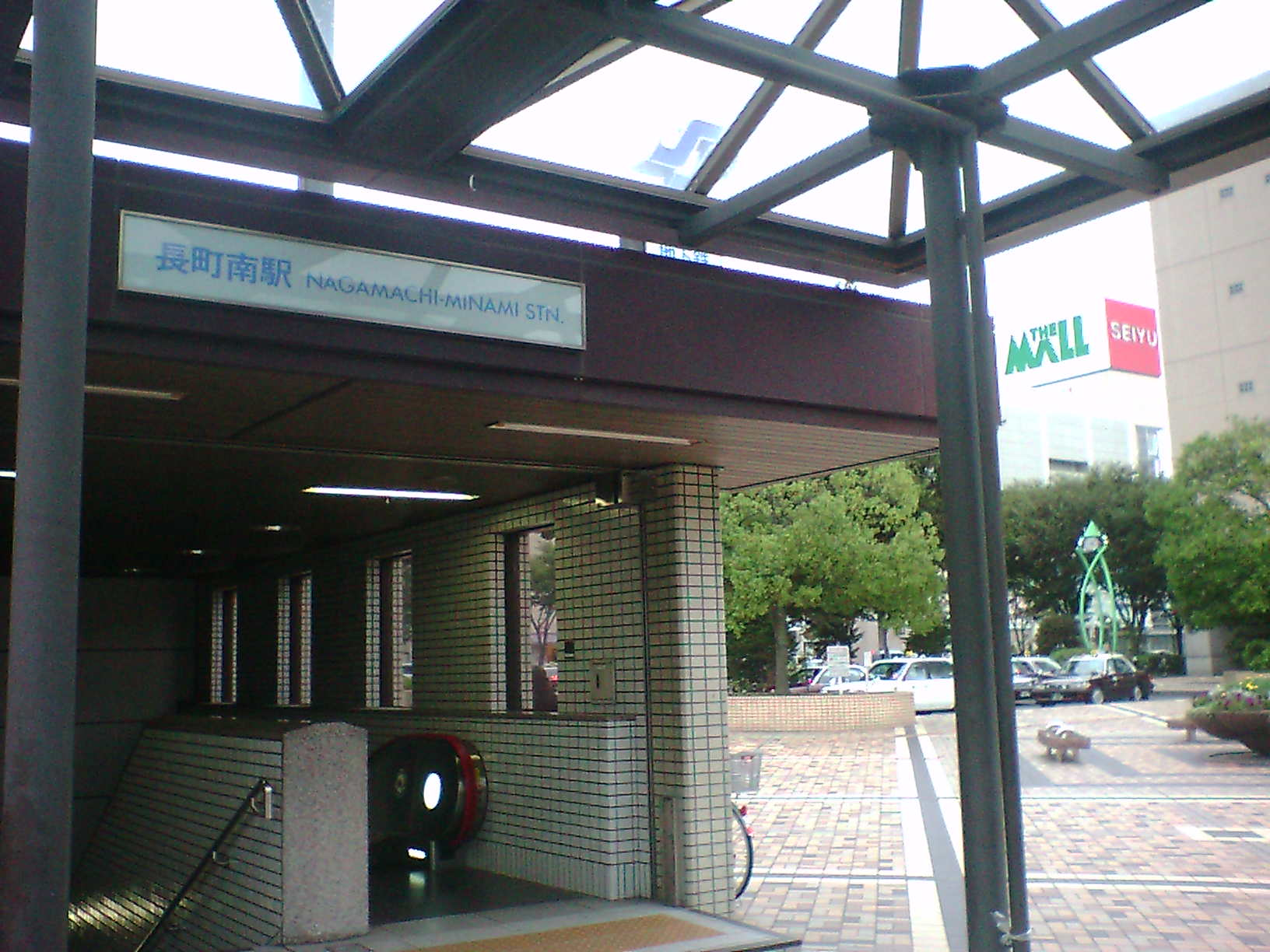
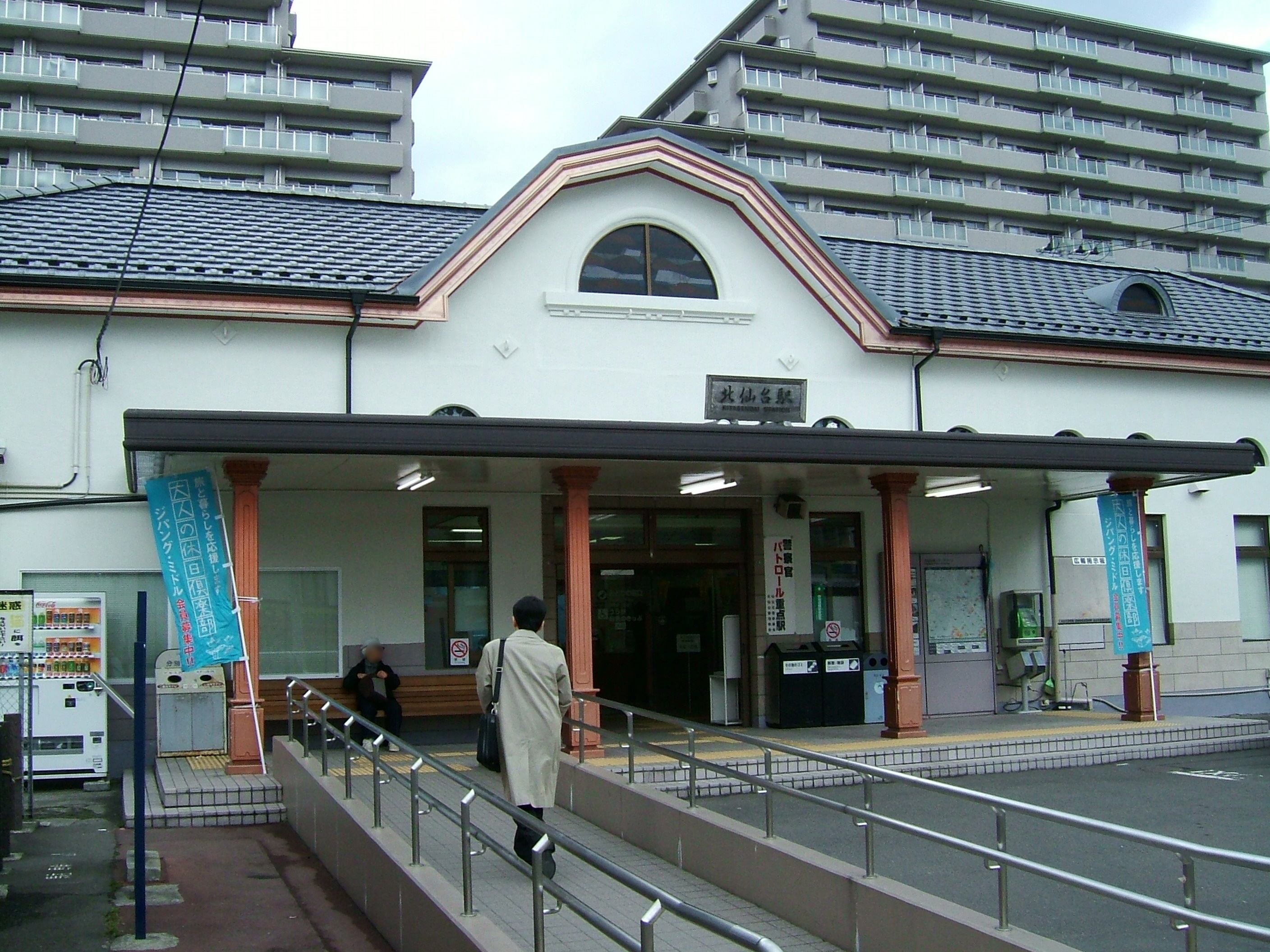
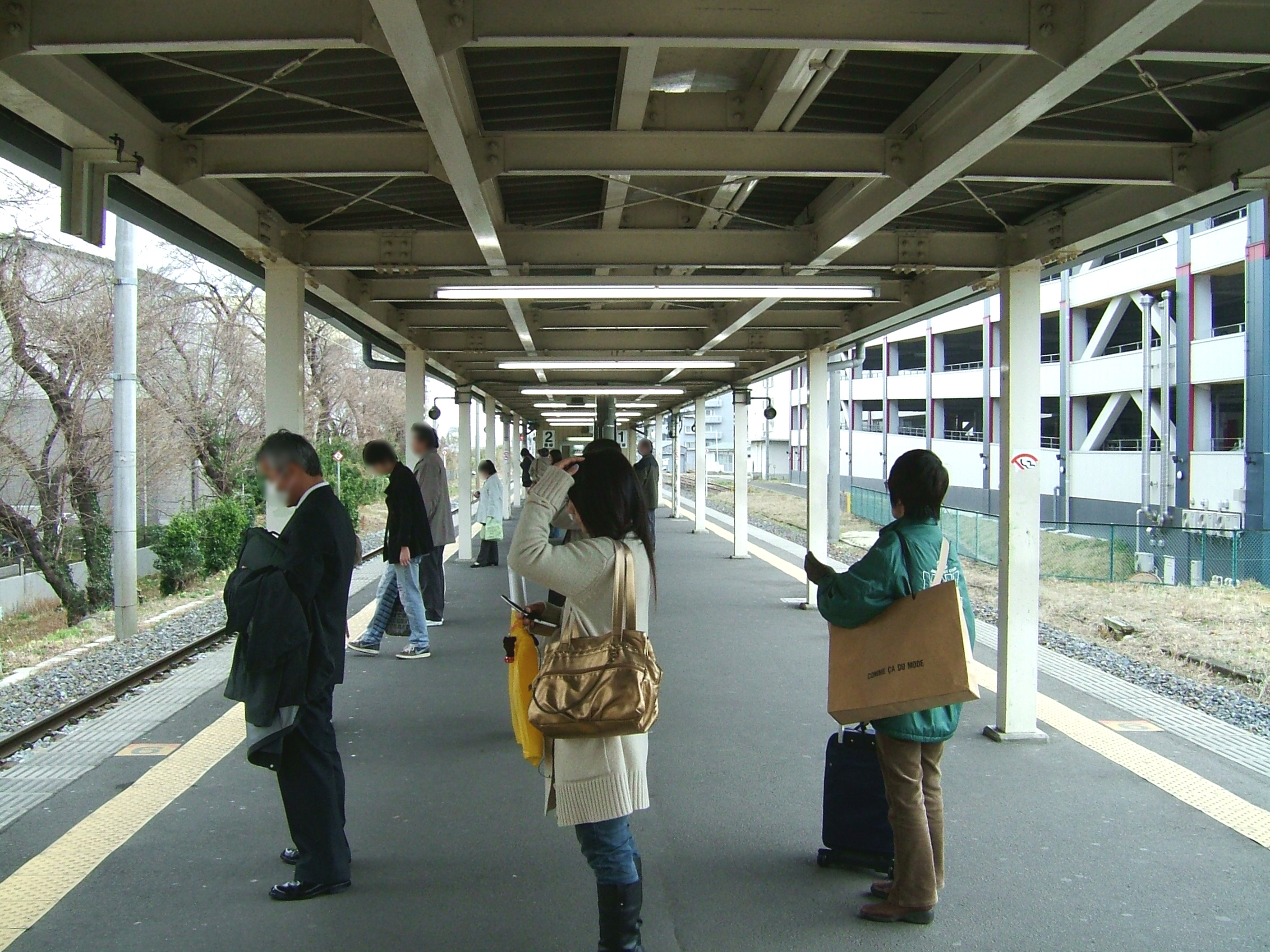
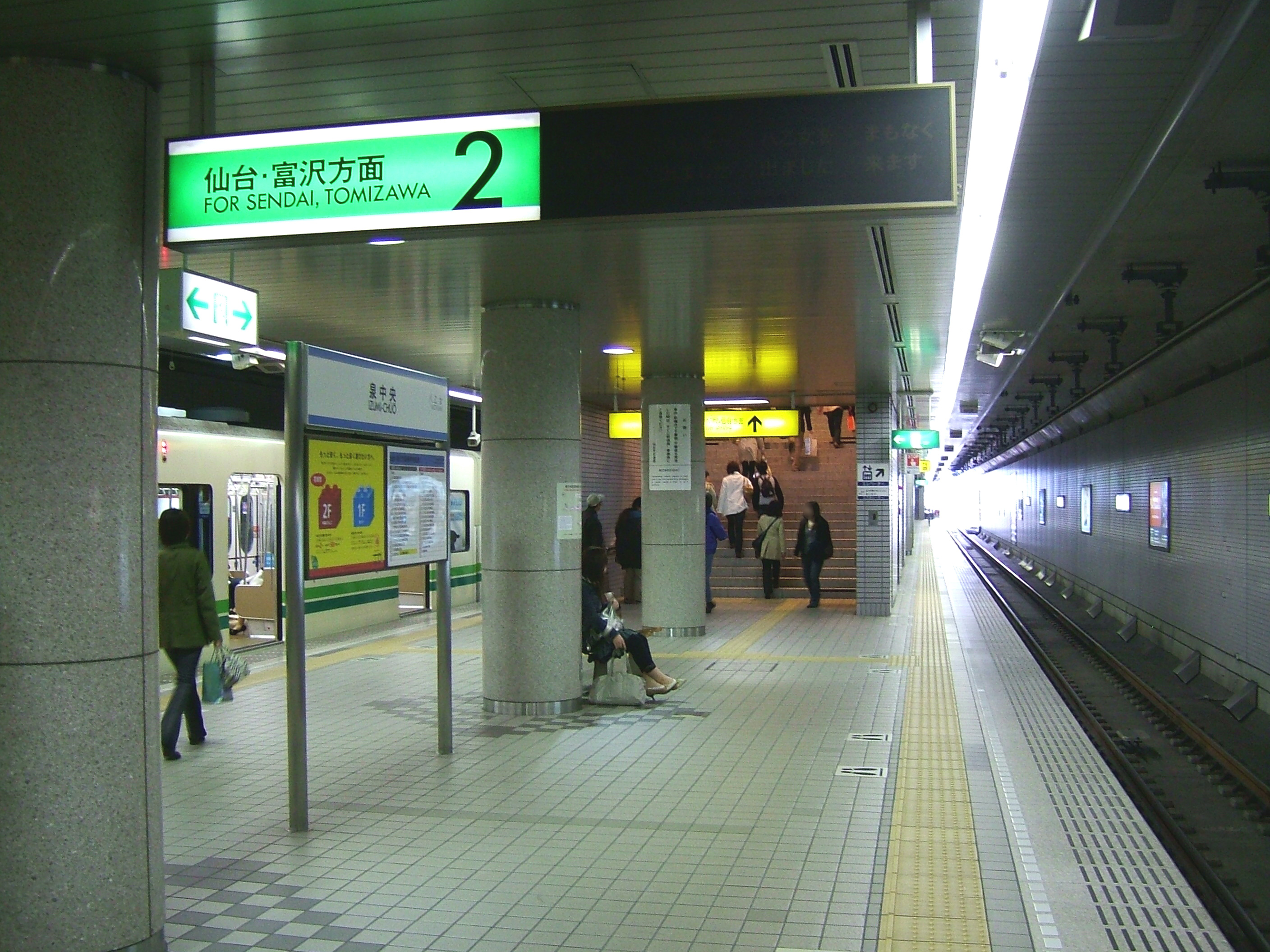